# Alamo (Tennessee)
Alamo település az Amerikai Egyesült Államok Tennessee államában, Crockett megyében, melynek megyeszékhelye is. Lakosainak száma 2336 fő (2020. április 1.).

## Népesség
A település népességének változása:

| 2010 | 2 461 |
| 2020 | 2 336 |